# Cowboys
Cowboys je americký dramatický film z roku 2020, který režírovala Anna Kerrigan podle vlastního scénáře. Snímek měl světovou premiéru na filmovém festivalu Tribeca dne 15. dubna 2020.

## Děj
Troy putuje po horách Montany se svým 10letým dítětem, chtějí se dostat do Kanady. Joe je ve skutečnosti dívka, která se ale cítí být klukem. Zatímco matka Sally to považuje za hloupý rozmar, Troy naopak dceru podporuje. Koupí Joeovi westernové oblečení, jaké nosí skuteční muži a odjedou spolu. Matka po nich nechá vyhlásit pátrání. Protože se jim porouchá náklaďák, půjčí si koně Troyova přítele Roberta. Putují divočinou, kempují pod hvězdami a jedí studené fazole, jako to dělají kovbojové. Pro Joea je to všechno velké dobrodružství. Nicméně policie pátrá po uneseném dítěti.

## Obsazení
| Steve Zahn     | Troy                    |
| Jillian Bell   | Sally                   |
| Sasha Knight   | Joe                     |
| Ann Dowd       | detectiv Faith Erickson |
| Gary Farmer    | Robert Spottedbird      |
| Bob Stephenson | šerif George Jenkins    |
| Chris Coy      | Jerry                   |
| John Reynolds  | Grover                  |
| John Beasley   | Ranger Ben              |
| A.J. Slaght    | Stevie                  |

### Ocenění
- Outfest: Velká cena poroty za nejlepší výkon – US Narrative (Sasha Knight)
- Filmový festival v Nashvillu: Nominace v soutěži celovečerních hraných filmů (Anna Kerrigan)
- NewFest LGBTQ Film Festival: Velká cena poroty za nejlepší celovečerní film (Anna Kerrigan)
- Filmový festival Tribeca: nominace v soutěži filmů, Cena pro nejlepšího herce (Steve Zahn), Cena za nejlepší scénář (Anna Kerrigan)